# Суримана
Суримана — пьеса инкского театра в жанре аранвай. До нашего времени сохранился лишь небольшой фрагмент текста. Сюжет известен благодаря фольклорным записям: легенда, которая легла в основу пьесы, до наших дней популярна у коренного населения Боливии.

## Сюжет пьесы
В округе, входящем в Кольясуйо, составную часть Империи инков, у подножия заснеженной горной вершины Акхамани, жил могучий и грозный вождь-правитель по имени Малку-Румисонко («Кондор с каменным сердцем»). Принцесса и жрица Солнца, его дочь Суримана, своей красотой затмевала всех женщин области. Многие могучие и богатые вожди мечтали увидеть её в своем доме в роли любимой жены, но безрезультатно. Об этом же мечтал юноша по имени Уалайчу, проживавший в небольшом горном селении. Круглый сирота, не обладавший ни богатством, ни какими-нибудь громкими титулами, казалось, никак не мог претендовать на руку девушки королевской крови. Но именно его, ловкого, красивого и обладателя доброго сердца Суримана сочла достойным своей любви. Свои чувства влюбленные вынуждены были скрывать от окружающих. Однако слухи о любовной связи Уалайчу и Суриманы вскоре дошли до её отца. Грозный вождь без колебаний решил покончить с позорящей его связью и приказал своим воинам тайно похитить Уалайчу, что и было немедленно исполнено. Суримана отправляется на поиски любимого и, чтобы выразить охватившую её тоску, поет грустную песню («арави»)". Находящийся в темнице Уалайчу слышит голос своей возлюбленной и отвечает ей.
Единственный сохранившийся до наших дней фрагмент подлинного текста пьесы — диалог главных героев (цитируется в переводе Ю. А. Зубрицкого):
Уалайчу
С приходом ночи вся она сияет.

Не буду плакать: я её увижу

И долго буду вместе с нею,

Пока на небе не взойдет Венера,

Сестра рассвета.
Суримана
О, юный сирота Уалайчу!

Нет у тебя ни на кого надежды!

Мать у тебя — Луна, родитель — Солнце,

Твои единственные братья —

Созвездья в небесах.

Где ты сейчас, любимый мой Уалайчу?

Ты, радость глаз, цветок души и сердца.

Сейчас ты, может быть, в плену у Малку?

Откуда черное несчастье

Ворвалось в душу?
Уалайчу
Кто это там поет так сладкозвучно?

Ты Суримана? Ты царица сердца?

Ты, чьи глаза сияют словно звезды?

Я слышу, ты ко мне подходишь,

К моей темнице.
Суримана
Услышал ты меня? Я Суримана!

Моя любовь к тебе меня послала,

Соединиться мы должны навеки,

Пусть навсегда сольются наши души.

Тогда и смерть сама не сможет 

Разъединить нас.

Ты помнишь путь, усеянный цветами?

Ты мне дарил и жизнь, и вдохновенье.

Ты говорил: «Любовь моя безмерна».

Ужель за это мука смерти

Должна тебя настигнуть.

Я знаю, в страшном мрачном заточеньи

Ты слышишь, как я по тебе тоскую,

Тоска и боль меня теперь пленили.

И без тебя жить в этом мире

Нет у меня желанья.

Приди ко мне, любимый мой Уалайчу,

И оживи сгорающее сердце,

Умчи с собой на ласточкиных крыльях

В иную жизнь и время,

Где нет ни слез, ни болей.
Свидание возлюбленных, полное возвышенных и искренних признаний, длилось несколько часов, пока не наступил заход солнца, а вместе с ним и момент казни Уалайчу по приказу правителя. Не желая оказаться в руках палачей, юноша решает сам покончить с собой. Он прощается с Суриманой, откусывает собственный язык и умираёт от потери крови. Воины, прибывшие к месту встречи возлюбленных, застают принцессу, обнимающую труп Уалайчу. Они приводят её во дворец, и она умоляет отца отдать распоряжение похоронить тело погибшего на принадлежащем ей участке земли, на котором был посажен картофель. Каждую ночь Суримана приходит к месту захоронения любимого, чтобы поведать ему о своей вечной любви. В конце концов, душевные силы оставляют принцессу, она бросается с обрыва в надежде вновь соединиться с любимым в новой жизни (п.ч. древние инки верили, что воскреснет не только душа, но и тело). Через некоторое время Румисонко, неустанно оплакивающий свою безвременно ушедшую из жизни дочь, приказывает собрать урожай картофеля с участка, принадлежавшего Суримане. Каково же было удивление правителя, когда на поле обнаружили кусты картофеля того вида, который здесь никогда раньше не выращивали. Румисонко целует эти кусты, обливая их слезами. «Пачамама (мать земля, главнейшее божество их пантеона), — говорит Румисонко, — посылает этот новый вид картофеля, чтобы напоминать мне о моей жестокости и чтобы моя дочь до её полного воскрешения воплотилась бы в этом благородном растении». Новый сорт картофеля он называет именем дочери. Начиная с этого момента у Румисонко меняется характер: доброта и забота о бедных и сирых наполняют его сердце и руководит всеми его действиями и поступками.